# X&Y
|  | No s'ha de confondre amb Sistema de coordenades. |

X&Y és el tercer àlbum d'estudi de la banda anglesa Coldplay. La seva publicació es va produir el 6 de juny de 2005 amb la producció de Danton Supple, Ken Nelson i la pròpia banda. Amb més d'onze milions d'unitats venudes, fou el disc més venut de l'any 2005 i va encapçalar moltes llistes arreu del món.

## Informació
Cap a la tardor de 2003, el grup va començar a treballar en el nou disc amb el productor Ken Nelson a Chicago, i cap el gener de 2004 van entrar a l'estudi a Londres. El procés de gravació va durar més de divuit mesos perquè els membres del grup no estaven satisfets del resultat final. El disc publicat fou la tercera versió que va produir el grup. Els membres no estaven contents amb el treball realitzat per Nelson en les sessions inicials d'enregistrament, tot i que havia produït els dos àlbums anteriors de Coldplay. La data inicial de llançament estava prevista per 2004 però es va ajornar fins al 2005 tot i tenir més de 60 cançons enregistrades pel disc. A principis del 2005 es va rumorejar que s'anomenaria Zero Theory. La llista de cançons es va tancar cap a l'abril, el 6 juny es va publicar al Regne Unit via la discogràfica Parlophone, i un dia després als Estats Units per Capitol Records. El disc es va llançar amb el sistema de protecció Copy Control en algunes regions. El 2008, Capitol va llançar una versió remasteritzada de l'àlbum en dos vinils que formava part de les sèries "From the Capitol Vaults".
Per a la composició de les cançons hi ha citades influències electròniques Kraftwerk, David Bowie i Brian Eno, i també Kate Bush. Líricament, Martin fa una reflexió dels seus dubtes, pors, esperances i amors, però en aquesta ocasió en segona persona en comptes de primera.
La portada del disc fou dissenyada pel duet Tappin Gofton, format per Mark Tappin i Simon Gofton. Es tracta d'una representació gràfica del codi Baudot, un tipus de comunicació telegràfica que feia servir sèries de zeros i uns, realitzada amb una combinació de colors i blocs. A l'interior del llibret hi apareix l'alfabet del codi, que aplicat a la imatge de la portada es pot descobrir que hi apareix "X&Y". També hi apareixen fotografies dels membres treballant en el disc. En la contraportada hi ha escrit l'eslògan "Make Trade Fair", el nom d'una organització internacional a la qual Chris Martin dona suport. La banda va dedicar l'àlbum a "BWP" en referència a Bruce W. Paltrow, el pare de la muller de Martin, Gwyneth Paltrow. Tots els senzill publicats del disc també tenen una portada utilitzant el codi Baudot per criptografiar el respectiu títol.
L'àlbum conté dotze cançons més una oculta addicional titulada "Til Kingdom Come". Aquesta està omesa de la llista de cançons però apareix llistada amb el símbol "+" dins el llibret. Originalment estava planificat que el cantant estatunidenc Johnny Cash l'enregistrés amb Martin, però Cash va morir abans de poder dur a terme la gravació. La cançó "Talk" va aparèixer en la llista de cançons definitiva però la seva idea era llançar-la com a cara B. Es van publicar quatre senzills principals internacionalment: "Speed of Sound", "Fix You" i "Talk" el 2005, i "The Hardest Part" el 2006. Un cinquè senzill "What If" es va llançar el juny de 2006 en algunes emissores de ràdio franceses, belgues i suïsses. El 2007 van llançar "White Shadows" a Amèrica del Sud coincidint amb la gira que va fer el grup en aquest continent, "2007 Latin America Tour".
La rebuda per part dels mitjans de comunicació fou positiva en general, tot i que la majoria van indicar que era inferior als seus predecessors. Coldplay va rebre moltes crítiques per la similituds entre el senzill principal, "Speed of Sound", i "Clocks", la seva cançó més popular fins al moment. Mentre es destacava la composició de les balades aconseguint un so i un estil propi, també es criticava que el disc era poc excitant, agradable d'escoltar però no memorable. L'èxit comercial fou molt destacable a Europa. Al seu país va debutar al número u de la UK Albums Chart, tercer debut consecutiu de la banda. Posteriorment fou certificat amb vuit discs de platí pel British Phonographic Industry. Als Estats Units, l'èxit fou molt més important, fins i tot superant els seus àlbums predecessors. També va debutar al número u de la US Billboard 200, la primera vegada que ho aconseguia Coldplay. La Recording Industry Association of America va certificar el disc amb tres discs de platí amb més de tres milions d'unitats venudes. A final d'any 2005 fou nomenat com l'àlbum més venut a tot el món amb un total de 9,4 milions de discs venuts.
L'àlbum va guanyar diversos premis i nominacions a nivell internacional. Entre ells destaquen el premi BRIT Award al millor àlbum britànic de l'any 2006. Per altra banda van aconseguir la seva tercera nominació consecutiva al Mercury Prize i també foren nominats com a millor àlbum de rock als premis Grammy, però foren superats pel How to Dismantle an Atomic Bomb de U2.

## Llista de cançons
Totes les cançons foren escrites i compostes per Coldplay excepte les indicades. 
| Núm.          | Títol                                                     | Durada  |
| ------------- | --------------------------------------------------------- | ------- |
| 1.            | «Square One»                                              | 4:47    |
| 2.            | «What If»                                                 | 4:57    |
| 3.            | «White Shadows»                                           | 5:28    |
| 4.            | «Fix You»                                                 | 4:54    |
| 5.            | «Talk»                                                    | 5:11    |
| 6.            | «X&Y»                                                     | 4:34    |
| 7.            | «Speed of Sound»                                          | 4:48    |
| 8.            | «A Message»                                               | 4:45    |
| 9.            | «Low»                                                     | 5:32    |
| 10.           | «The Hardest Part»                                        | 4:25    |
| 11.           | «Swallowed in the Sea»                                    | 3:58    |
| 12.           | «Twisted Logic» (realment dura 4:31, la resta és silenci) | 5:01    |
| 13.           | «Til Kingdom Come» (cançó oculta)                         | 4:10    |
| Durada total: | Durada total:                                             | 1:02:30 |

| 14. | «How You See the World» (només disponible al Japó) | 4:04 |

### DVD edició gira
Coincidint amb la gira de Colplay per Austràlia, el sud-est d'Àsia i llatinoamèrica, l'àlbum es va rellançar en aquests territoris amb el títol de "Tour Edition". Aquest incloïa totes les cares B i videoclips dels senzills publicats en un DVD de bonificació.
| 1. | «Things I Don't Understand»           | 4:56 |
| 2. | «Proof»                               | 4:11 |
| 3. | «The World Turned Upside Down»        | 5:33 |
| 4. | «Pour Me» (directe al Hollywood Bowl) | 5:01 |
| 5. | «Sleeping Sun»                        | 3:09 |
| 6. | «Gravity»                             | 6:12 |

| 1. | «Speed of Sound» (videoclip)   |  |
| 2. | «Fix You» (videoclip)          |  |
| 3. | «Talk» (videoclip)             |  |
| 4. | «The Hardest Part» (videoclip) |  |
| 5. | «X&Y Track-by-track interview» |  |

## Llistes
| Llista             | Posició | Certificacions | Vendes    |
| ------------------ | ------- | -------------- | --------- |
| Argentina          | -       | 3x platí       | 120.000   |
| Austràlia          | 1       | 4x platí       | 280.000   |
| Canadà             | 1       | 5x platí       | 500.000   |
| Europa             | 1       | 5x platí       | 5.000.000 |
| França             | 1       | 2x platí       | 200.000   |
| Alemanya           | 1       | 3x platí       | 600.000   |
| Japó               | 6       | or             | 180.000   |
| Espanya            | 2       | 2x platí       | 200.000   |
| Regne Unit         | 1       | 8x platí       | 2.400.000 |
| U.S. Billboard 200 | 1       | 3x platí       | 3.000.000 |